# Thysananthus australis
Thysananthus australis là một loài Rêu trong họ Lejeuneaceae. Loài này được (Stephani) B. Thiers & Gradst. miêu tả khoa học đầu tiên năm 1989.